# میهن‌آباد
میهن‌آباد ، روستایی از توابع بخش بستان شهرستان دشت آزادگان در استان خوزستان ایران است.

## جمعیت
این روستا در دهستان بستان قرار دارد و براساس سرشماری مرکز آمار ایران در سال ۱۳۸۵، جمعیت آن ۷۸ نفر (۱۰خانوار) بوده‌است.

## سرشناسان
- کاظم پورکاظم،  (اوت ۱۹۴۵–۹ ژانویه ۲۰۲۱) (شهریور ۱۳۲۴–۲۰ دی ۱۳۹۹) تاریخ‌نگار، نویسنده و شاعر.